# Knjahynja
Knjahynja (ukrainisch Княгиня; russisch Княгиня Knjaginja, slowakisch Kňahynín oder Kňahinina, ungarisch ab 1904 Csillagfalva – vorher Knyahina) ist ein Dorf im Nordwesten der ukrainischen Oblast Transkarpatien nahe der Grenze zur Slowakei.
Das im Jahre 1602 gegründete Dorf lag bis 2020 im Westen des Rajon Welykyj Beresnyj 11 Kilometer nördlich vom ehemaligen Rajonzentrum Welykyj Beresnyj und 54 Kilometer nordöstlich vom Oblastzentrum Uschhorod entfernt, die Grenze zur Slowakei verläuft unmittelbar nordwestlich des Ortes.
Am 12. Juni 2020 wurde das Dorf ein Teil neu gegründeten Siedlungsgemeinde Serednje im Rajon Uschhorod; bis dahin gehörte es zur Landratsgemeinde Strytschawa (Стричавська сільська рада/Strytschawska silska rada) im Rajon Welykyj Beresnyj.
1866 kam es in der Nähe des Ortes zum Absturz des Knyahinya-Meteoriten.